# Петър Безруч
Петър Безруч (на чешки: Petr Bezruč), псевдоним на Владимир Вашек (на чешки: Vladimír Vašek), (15 септември 1867, Опава – 1958) е чешки поет, народен поет на Републиката (1945).
Певец за национално и социално освобождение. Стихотворенията му са наситени с революционно-романтичен патос. За първи път в чешката поезия пресъздава образа на работника.

## Биография
Завършва гимназия в Бърно. Учи класическа филология и немски език, но прекъсва следването си през 1888 г. Дебютира като поет в списание през 1899 г.

## Творчество
- „Силезийски песни“, стихосбирка, 1909 г. и др.[1]